# Ichneumon mainensis
Ichneumon mainensis är en stekelart som beskrevs av Heinrich 1962. Ichneumon mainensis ingår i släktet Ichneumon och familjen brokparasitsteklar. Inga underarter finns listade i Catalogue of Life.